# Twierdzenie o kącie zewnętrznym

Kąt zewnętrzny jest równy sumie kątów wewnętrznych nieprzyległych

Twierdzenie o kącie zewnętrznym – twierdzenie geometrii absolutnej, a zatem prawdziwe również w geometrii hiperbolicznej:
Kąt zewnętrzny trójkąta jest większy od każdego z kątów wewnętrznych do niego nieprzyległych.
W geometrii euklidesowej twierdzenie to można wzmocnić:
Kąt zewnętrzny trójkąta jest równy sumie miar kątów wewnętrznych do niego nieprzyległych,
które łatwo wynika z twierdzenia, że suma miar kątów wewnętrznych trójkąta jest równa 180°.
Jego odpowiednikiem w geometrii hiperbolicznej jest twierdzenie:
Kąt zewnętrzny trójkąta jest większy od sumy miar kątów wewnętrznych do niego nieprzyległych,
bo suma miar kątów wewnętrznych trójkąta jest mniejsza od 180°.